# Chiesa dei Santi Bartolomeo e Gaudenzio
La chiesa dei Santi Bartolomeo Apostolo e Gaudenzio Vescovo è la parrocchiale di Borgolavezzaro, in provincia e diocesi di Novara; fa parte dell'unità pastorale della Bassa Novarese.

## Storia
A partire dal XIII secolo è documentata l'esistenza di una chiesa dedicata a San Gaudenzio, come chiesa sussidiaria di quella di San Bartolomeo posta oltre il torrente Arbogna.
Nel 1568 la sede principale della parrocchia fu trasferita dalla chiesa di San Bartolomeo a quella di San Gaudenzio.
L'edificio attuale sede della chiesa fu progettato da Alessandro Antonelli. La realizzazione ebbe inizio nel 1856 e portata a termine nel 1863. Dell'edificio pre-esistente alla costruzione antonelliana si è conservato il campanile, costruito nel XVII secolo e successivamente inglobato nel nuovo edificio.
La consacrazione fu impartita nella primavera del 1866.

## Descrizione
La facciata presenta un pronao tetrastilo, nel cui timpano è inserito un busto che ritrae il Padre Eterno; sopra il portale vi è un dipinto raffigurante il Martirio di San Bartolomeo.
L'interno dell'edificio è ad un'unica navata con soffitto a botte. L'opera di maggior pregio qui conservata è l'altare maggiore, costruito con marmi policromi nel 1754.